# Rana tsushimensis
Espèce
Statut de conservation UICN

 LC  : Préoccupation mineure
Rana tsushimensis est une espèce d'amphibiens de la famille des Ranidae.

## Répartition
Cette espèce est endémique de l'île Tsushima au Japon,.  

## Taxinomie
Cette espèce est parfois considérée comme une sous-espèce de Rana amurensis mais ce n'est pas le cas dans la mesure où des reproductions artificielles entre Rana tsushimensis et Rana coreana se traduisent par des hybrides non viables.

## Description
Rana tsushimensis mesure de 31 à 37 mm pour les mâles et de 37 à 44 mm pour les femelles. Sa peau est granuleuse sur le dessus et sa coloration générale est brune.

## Étymologie
Son nom d'espèce, composé de tsushim[a] et du suffixe latin -ensis, « qui vit dans, qui habite », lui a été donné en référence au lieu de sa découverte, l'île Tsushima.

## Publication originale
- Stejneger, 1907 : Herpetology of Japan and adjacent Territory. United States National Museum Bulletin, vol. 58, p. 1-577 (texte intégral).